# ラ・テーヌ文化

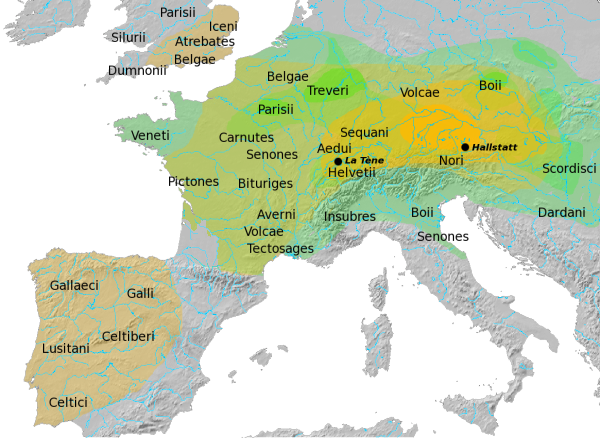
ハルシュタット文化とラ・テーヌ文化の概要図。中核となるハルシュタット文化圏（紀元前800年）を濃い黄色、影響を受けた地域（紀元前500年まで）を薄い黄色で示している。中核となるラ・テーヌ文化圏（紀元前450年）を濃い緑、影響を受けた地域（紀元前50年まで）を薄い緑で示している。ケルト人の主な居住地域には地名を記している。

ラ・テーヌ文化（ラ・テーヌぶんか、La Tène culture）は、ヨーロッパの鉄器時代の文化であり、スイスのヌーシャテル湖北岸にあるラ・テーヌの考古遺跡で1857年 Hansli Kopp が多数の貴重な遺物を発掘したことから名付けられた。
ラ・テーヌ文化は鉄器時代後期（紀元前450年から古代ローマによって征服される紀元前1世期まで）に東フランス、スイス、オーストリア、西南ドイツ、チェコ、スロバキア、ハンガリーで発展し栄えた。同時代にドイツ北部ではヤストルフ文化が存在していた。ラ・テーヌ文化は鉄器時代前期のハルシュタット文化から特に断絶することなく発展したもので、ローマ以前にガリアに進出したギリシア人やエトルリア文明などの地中海からの影響を強く受けている。居住地域の移動は紀元前4世紀に起きた。
ラ・テーヌ文化の人工物は広い地域で見られ、アイルランド島やグレートブリテン島の一部、スペイン北部、ブルゴーニュ、オーストリアなどでも出土している。墓を詳細に調べることで、広範囲な交易が行われていたことも判明している。フランスのヴィクスの墳墓では、紀元前6世紀の高貴な女性がギリシア製の青銅の釜を棺として葬られていた。ラ・テーヌ文化圏から地中海文化圏への輸出品は、塩、スズ、銅、コハク、ウール、皮革、毛皮、金などだった。

## 発祥地と拡散

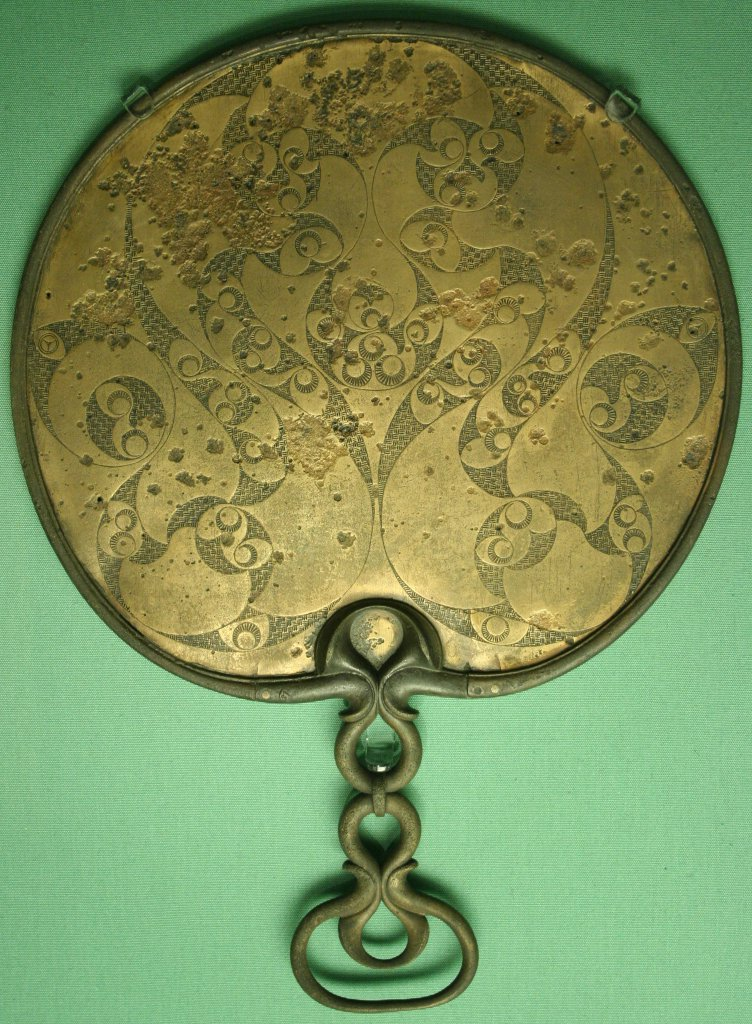
ノーサンプトンシャーのデスボローで出土した紀元前1世紀の鏡。渦巻とラッパ形の模様がある。

ラ・テーヌ文化が最初にどの地域で発展したのかについて結論は出ていないが、中心となっていた地域はハルシュタット文化圏の北西端とするのが一般的で、アルプス山脈の北、西はマルヌとモゼルの間の谷まで、東は現在のバイエルンからオーストリアのあたりである。1994年、フランクフルト・アム・マイン近郊のヘッセン州グラウブルクで紀元前5世紀初頭の有力者の墳墓の発掘が行われた。このあたりは以前はラ・テーヌ文化圏の周辺部と見られていた。
ラ・テーヌ文化は、紀元前4世紀にはヒスパニア、ポー平原、バルカン半島、さらにはアナトリア半島にまで広がりを見せており、実際に大規模な移住が起きたと見られている。紀元前4世紀にはブレンヌス率いるガリア軍がローマにまで達した。紀元前3世紀、ガリア人の一団がギリシアに侵入してデルポイの神殿を脅かしていた一方、別の一団は小アジアのガラティアに入植している。

## 時代区分
有力者の墓の副葬品から、広範囲の交易が行われていたことが判明している。ラ・テーヌの物質文化の様式は、エトルリア、古代イタリア、ギリシア、スキタイなどに影響を受けている。ラ・テーヌの遺跡で見つかったギリシア製の陶磁器の様式や年輪年代学、熱ルミネッセンス法による測定などから、いくつかのラ・テーヌ遺跡の絶対年代が判明している。
他の考古年代と同様、ラ・テーヌ文化は前期（紀元前6世紀）、中期（紀元前450年 - 紀元前100年）、後期（紀元前1世期）に分けられ、ローマに征服されたために過去のものとなって終結した。文化的には広範囲に広がったが、社会的または政治的に一体だったわけではなく、物質文化の広がりと言語の関係については議論が続いている。

## 民俗学
この文化圏に関する現代の知識は、考古学的証拠、古代ギリシアや古代ローマの文献、民俗学的証拠からのもので、特に民俗学的には西ヨーロッパのケルト領域にまでラ・テーヌ文化の美術的な影響が指摘されており、議論になっている。考古学上ラ・テーヌ文化に属するとされる社会のいくつかは、紀元前5世紀以降のギリシアやローマの文献で keltoi（ケルト人）および galli（ガリア人）と呼ばれた。ヘロドトスは keltoi をドナウ川源流域としたが、これはラ・テーヌ文化の中心地にあたる。このことがラ・テーヌ文化の担い手がケルト人だったことを意味するかどうかは判断が難しい。考古学では、言語、物質文化、政治的同盟が必ずしも並行して発生しないと繰り返し断定している。Frey (Frey 2004) は紀元前5世紀のケルト人の埋葬の習慣は一様ではなく、むしろ局所的な集団が独自の信念を持ち、結果として独特な芸術表現を生み出したとしている。ラ・テーヌ文化の考古遺跡とされるものはスラブ文化圏にもあり、ラ・テーヌ文化をケルト人のものとすることは微妙な問題を生ずる可能性がある。

## 物質的文化
ラ・テーヌ文化の青銅や鉄や金の金属加工はハルシュタット文化から技術的に進化したもので、複雑な渦巻模様や組紐模様を施した見事な青銅製の容器・ヘルメット・盾・馬具・トルクと呼ばれる首輪・フィビュラと呼ばれる装身具などが特徴的である。それは、動植物を様式化した曲線で表したもので、ハルシュタット文化の幾何学模様の伝統の上に成り立っている。ラ・テーヌ文化の初期の芸術様式は静的な幾何学装飾を特徴としたが、そこから動的な三脚巴などへと発展していった。発展様式の一部には、ヴァルダルゲスハイム様式に見られる蛇状の曲がりくねった線の繰り返しのような独特のデザインもある。
当初ラ・テーヌ文化の人々は有力者が支配する小高いヒルフォートに住んでいた。オッピドゥムと呼ばれる町は、ラ・テーヌ中期に出現した。建物は石造よりも木造が多かった。儀礼用に竪穴を掘り、そこに生贄を捧げ、時には人身御供を捧げることもあった。生首に大きな力が宿ると考えられていたようで、彫刻などによく見られる。副葬品としては、武器、カート、貴重品や日用品などがあり、来世との強い連続性を想定していたと思われる。

## 発見
ラ・テーヌ (en) はスイスのヌーシャテル湖北岸にある村である。考古遺跡で有名であり、ラ・テーヌ文化の名称はここに因んでいる。
1857年、旱魃が続いたために湖の水位が2メートルほど低下した。そこでフリードリッヒ・シュワープ大佐の命でアンズリー・コップが調査したところ、水深約50cmの湖底から木杭の列が顔を出しているのを発見した。そこからコップは約40本の鉄の剣を収集した。
スイスの考古学者 フェルディナント・ケーラー は1868年、スイスの湖上住居 (Pfahlbaubericht) に関する最初の論文を発表した。1863年、彼はこの遺跡をケルト人が湖上に杭を打って作った村だと解釈した。間もなくヌーシャテルの地質学者エデュアルド・デソルが湖岸の発掘を開始した。彼はこれを湖上に杭を打って作った武器庫で後に敵が破壊したものだと解釈した。また、出土した鋳鉄剣はなまくらだったことから、生贄を捧げた場所という解釈もある。
1868年から1883年まで、初めて意図的に湖の水位を下げ遺跡を乾いた状態にした。1880年近くの村の教師 エミール・ヴォーガが2つの木造の橋を発見しデソル橋、ヴォーガ橋と命名された。橋はティエールという（こんにちそのまま保存されている）小川に架かっていたもので長さは100メートル以上あった。さらにその河岸だったところに5軒の住居跡も発見した。次に博物館の学芸員 F. ボレル が発掘調査を行った。1885年、地元自治体は ヌーシャテルの歴史協会に発掘調査の継続を依頼し、同年ヴォーガが発掘結果を公表した。
全部で2500点以上の遺物が出土しているが、その多くは金属製である。特に武器が多く、剣が166本、槍の先端部が269個、盾が29個、留め針が328個、その他にもベルトの留め金、剃刀、道具類、青銅の釜、木製のくびき、鉄のインゴットなどが発見された。
さらにブローチ・道具・チャリオットの部品などが385個出土している。人骨や動物の骨も多数出土している。
この遺跡の発掘は1917年に中止された。
この遺跡がどういう場所だったかという解釈は様々である。橋が洪水で破壊されたとする説や、女性像がほとんど出土していないため戦いに勝利した後に生贄を捧げる場所だったとする説もある。
2007年6月、ラ・テーヌ遺跡発見から150周年を記念してビールの博物館で展覧会が開催された。この展覧会は2008年にはチューリッヒ、2009年にはブルゴーニュのモン・ブーヴレで開催された。

## 遺跡
ラ・テーヌ文化に属する主な遺跡は次の場所にある。
- ラ・テーヌ
- ベルンエンゲハルビンセルのオッピドゥム
- マンヒング（ドイツ）のオッピドゥム
- ミュンジング（スイス）の埋葬場
- バーゼルのオッピドゥム
- ビブラクテ（ハエドゥイ族のオッピドゥム）
- ボップフィンゲン（ドイツ）の Viereckschanze と呼ばれる独特な矩形の囲い
- ヴァルダルゲスハイム（ドイツ）の紀元前4世紀の墳墓
- グラウベルク（ドイツ）のオッピドゥムと墳墓
- ハライン（ドイツ）近郊の デュルンベルク山。ハルシュタット後期/ラ・テーヌ初期の墳墓などがある。
- インスブルック近郊の居住地跡
- ヴィクスの墳墓（フランス）
- ルクセンブルクのオッピドゥム (Titelberg)

## 出土品

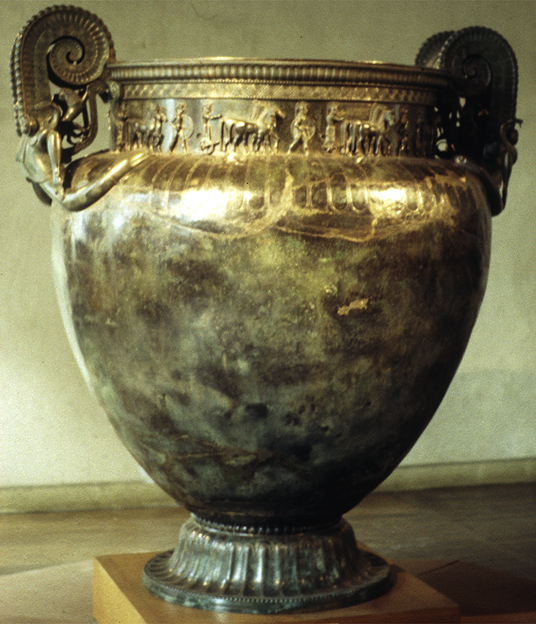
ヴィクスのクラテール

ラ・テーヌ文化の重要な遺物として次のものがある。
- "Strettweg Cart"（紀元前7世紀）: オーストリア南東部で出土。女神を載せた四輪のカートと斧と盾を持つ騎手の像（オーストリア、グラーツ、ヨアネウム）
- ヴィクスの墳墓に葬られていた女性: これまでに見つかった最大のギリシア製の瓶（青銅製、1100リットルの容量）に葬られていた。
- 銀製のグンデストルップの大釜（紀元前3世紀から2世紀）: デンマークで儀礼によって壊された形で出土。黒海付近のトラキアあたりで作られたと推測されている。（コペンハーゲン、デンマーク国立博物館）
- バターシーの盾（紀元前350年 - 50年）: テムズ川で発見。青銅製で赤い琺瑯を施してある。（ロンドン、大英博物館）
- "Witham Shield"（紀元前4世紀）: （ロンドン、大英博物館）[7][8]
- "Chertsey Shield"（紀元前400年 - 200年）: （ロンドン、大英博物館）[9]
- タロ・ストーン: （アイルランド島、ゴールウェイ）
- チャリオットを副葬品とした墓が各地で見つかっている。
- グラウブルクの墓では、等身大の戦士像が見つかっている。
- マンヒングのオッピドゥムでは、金と青銅でできたオークの木の模型（紀元前3世紀）が見つかっている。
- ノリクム産の鋼鉄